# Umzug Zhichuans
Umzug Zhichuans (葛稚川移居), auch Zhichuan Relocating, ist ein Rollbild des chinesischen Malers und Kalligraphen Wang Meng.
Das um 1360 entstandene Landschaftsgemälde ist eine Tuschemalerei. Dargestellt ist der Umzug der Familie des Dichters, Dao-Priesters und Alchemisten Ge Hong – Beiname oder courtesy name (zi (字) oder tseu, oder biaozi (表字)), Zhichuan −  in das Luofu-Gebirge. Der Umzug nach Luofu, wo Zhichuan um 340 starb, markiert das Ende seines öffentlichen Wirkens.
Ein gleichnamiges Rollbild mit Tusche und Farbe auf Papier im Format 139 × 58 cm hängt im Palastmuseum in Beijing.

## Provenienz
Das aus einer Privatsammlung in die Auktion gegebene, bis dahin unbekannte Bild wurde am 5. November 2011 für 62,11 Millionen Dollar in der Poly Spring Auction Ancient Calligraphy and Painting in Peking an einen nicht bekannten Bieter versteigert. Das Poly Auction House, das Wang Mengs Gemälde versteigert hat, ist spezialisiert auf Asiatica. Die Firma, die erst 2005 ihre Geschäftstätigkeit aufgenommen hat, ist derzeit nach Christie’s und Sotheby’s das drittgrößte Auktionshaus der Welt.

## Beschreibung
Das Rollbild zeigt eine reich gegliederte Hochgebirgslandschaft, sich dramatisch auftürmende, teils kahle und steil aufragenden Felsenformationen sowie Wiesenflächen, bewaldete Hügel und Baumgruppen. Im unteren Viertel des Bildes bewegt sich eine auseinandergezogene Reisegruppe von fünf Personen, von denen zwei auf mächtigen Reittieren sitzen.
Fast das ganze obere Viertel des Bildes ist dicht mit Kalligraphien bedeckt.
Die roten Stempel der Besitzer sind sorgfältig an den Rändern des Bildes bzw. unterhalb der Kalligraphien angebracht, ohne Malerei oder Schriftzeichen abzudecken.

## Wang Meng
Wang Meng stammte aus einer Künstlerfamilie. Er war der Enkel des berühmten Malers und Kalligraphen Zhao Mengfu und dessen Frau Guan Daosheng (1262–1319), die ebenfalls Malerin war.
Wang Meng diente in untergeordneter Stellung sowohl in der Regierung der Yuan als auch in der Ming-Regierung. Als er fälschlicherweise der Kooperation mit dem Premierminister Hu Weiyong (胡惟庸) († 1380), der gegen den Mingkaiser Hongwu konspirierte, verdächtigt wurde, sperrte man ihn für die letzten fünf Jahre seines Lebens in den Kerker.
Wang Meng war befreundet mit dem Maler Ni Zan (倪瓚, 1301–1374), der ebenso wie Wang Meng zu den Vier Meistern der Yuan-Zeit zählt, der es aber vorzog, ein kontemplatives Leben als Mönch zu führen, anstatt einem Herrscher der mongolischen Yuan zu dienen.

## Ge Hong
Ge Hong wurde 283 in eine reiche Magnatenfamilie geboren. Nachdem seine Familie während der Unruhen in China ihr Vermögen verloren hatte, verdiente er seinen Lebensunterhalt zunächst durch das Kopieren von Büchern. Er studierte die konfuzianischen Klassiker, kam in Kontakt zu Anhängern des Dao und begann sich mit dem Thema der Unsterblichkeit zu beschäftigen, das ihn bis zu seinem Lebensende beschäftigen sollte.
Eine Zeitlang diente er als Militär, war geschickt mit Bogen und Pfeil und schlug im Alter von 20 Jahren einen Aufstand nieder. 305 hatte er den Rang eines Generals.
Nachdem sein Patron und Förderer verstorben war, quittierte er den Militärdienst und verbrachte die nächsten acht Jahre seines Lebens zurückgezogen in Luofu. Während seines Aufenthalts im Luofu-Gebirge ließ er zunächst vier Hütten bauen, die später nach und nach zu Tempeln erweitert wurden: im Norden der Tempel der großen Leere, im Westen der Tempel des Gelben Drachen, im Osten der Tempel der Neun Himmel und im Norden der Tempel der Ekstase (oder Tempel of Junkets).
Während dieser Zeit verfasst er sein Opus magnum, ein zweibändiges Werk mit dem Titel: „The Inner Chapters of the Master Who Embraces Simplicity“ und „The Outer Chapters of the Master Who Embraces Simplicity“.